# Николаевский сельский совет (Великолепетихский район)
Николаевский сельский совет (укр. Миколаївська сільська рада) — входит в состав
Великолепетихского района
Херсонской области
Украины.
Административный центр сельского совета находится в 
с. Николаевка.

## История
- 1869 — дата образования.

## Населённые пункты совета
- с. Николаевка